# Drapeau de l'Organisation des États turciques

Ancienne version du drapeau jusqu'en novembre 2024.

Le drapeau de l'Organisation des États turciques, ou anciennement drapeau du Conseil turc, a été adopté lors du deuxième sommet de l'organisation, qui a eu lieu à Bichkek le 23 août 2012. Il a été officiellement hissé pour la première fois le 12 octobre 2012.
Le drapeau combine les symboles des quatre membres originaux : la couleur bleu clair du drapeau du Kazakhstan, le soleil du drapeau du Kirghizistan, l'étoile du drapeau de l'Azerbaïdjan et le croissant du drapeau turc.
Le 6 novembre 2024, le nouveau drapeau est adopté lors du sommet de Bichkek. Le drapeau mis à jour contient une étoile seldjoukide (en) à huit branches, qui figure également sur le drapeau du Turkménistan[Quoi ?], et des rayons de soleil droits pour refléter les changements apportés au drapeau kirghize en 2023.

## Voir également
- Organisation des États turcs